# Isokephalie
Isokephalie (von altgriechisch ἴσος isos, deutsch ‚gleich‘ und κέφαλος kephalos, deutsch ‚Kopf‘), auch als Gleichkopfhöhe bekannt, ist ein bildnerisches Stilmittel, das bevorzugt in der Romanik gebraucht wurde und überwiegend in Historienmalereien und Ikonendarstellungen Verwendung findet. Auch antike Darstellungen weisen Isokephalie auf.
Isokephalie bedeutet, dass die Köpfe aller oder mehrerer dargestellter Figuren auf einer Höhe liegen. Wenn dies den tatsächlichen Verhältnissen scheinbar widerspricht (z. B. weil eine Figur sitzend dargestellt ist, die übrigen stehend), wird damit die betreffende Figur „überlebensgroß“ dargestellt und somit herausgehoben.
Isokephalie kann auch durch einen abgestuften Untergrund hergestellt werden, der die Größenunterschiede der Personen ausgleicht.

## Beispiele für Isokephalie

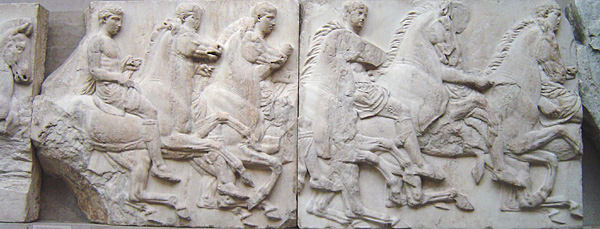
Ausschnitt aus dem Parthenonfries von der Akropolis in Athen
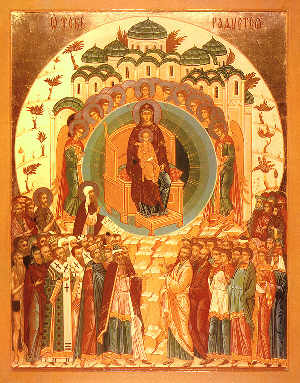
Orthodoxe Marien-Ikone
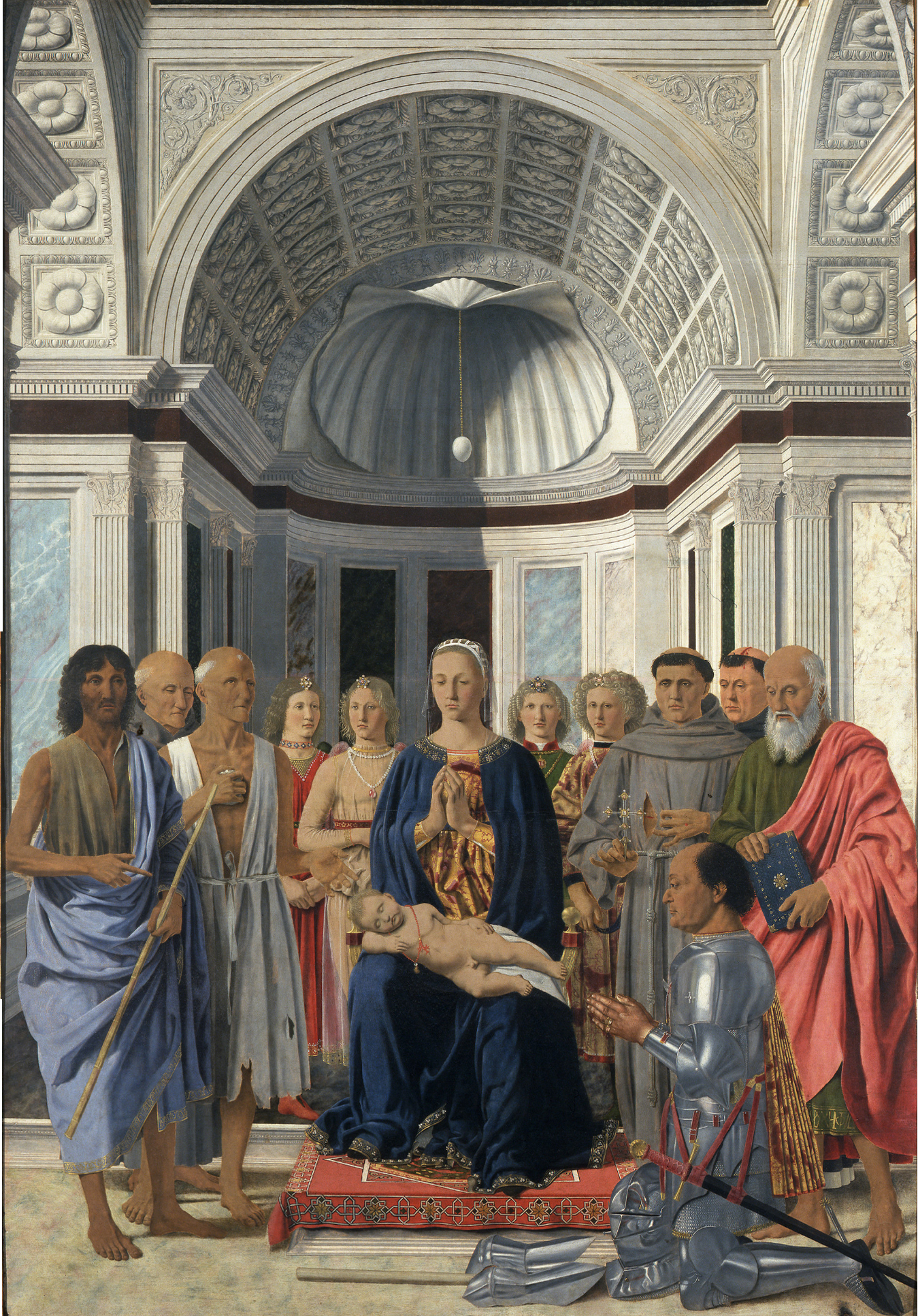
Pala Montefeltro von Piero della Francesca